# Baktybek Bekbolotov
Baktybek Asankalieviç Bekbolotov (in kirghiso Бекболотов Асанкалы уулу Бактыбек?) (Tup, 15 ottobre 1964) è un generale e politico kirghiso, Ministro della Difesa del Kirghizistan in carica dal 6 settembre 2021.

## Biografia
Bekbolotov è nato Il 15 ottobre 1964 nel villaggio kirghiso di Tup, nella regione di Ysyk-Köl, ed è membro della tribù kirghisa dei Bugu.

### Carriera militare
Si è diplomato in una scuola superiore e dal 1983 al 1985 ha servito nel Distretto militare centrale asiatico.
Nel 1989 si è diplomato all'Accademia di comando superiore di artiglieria di Leningrado.
Dal 1989 al 1992 ha servito nel gruppo di forze occidentale come comandante di plotone di artiglieria e di batteria. Dal 1992 al 1999 ha servito come comandante di una batteria d'artiglieria, capo di stato maggiore, comandante di una divisione, capo di artiglieria, comandante di un reggimento di artiglieria e comandante militare della guarnigione delle Forze armate del Kirghizistan.
Dal 1999 al 2001 ha studiato all'Università militare di artiglieria di San Pietroburgo. Dal 2001 al 2007 è stato comandante di un'unità di artiglieria e di un'unità separata, e dal 2007 al 2008 è stato direttore del dipartimento operazionale.
Ha servito come primo vice-comandante e capo di Stato maggiore della Guardia nazionale del Kirghizistan dal 24 luglio 2008 al 13 novembre 2009. Dal 2012 al 2014 ha diretto l'Istituto militare delle Forze armate del Kirghizistan.
Dal 2014 al 2015 ha completato un corso completo di studi all'Accademia militare dello Stato maggiore generale delle Forze armate russe, e in seguito è stato nominato comandante dell'8ª Divisione di fucilieri motorizzata della guardia intitolata all'Eroe dell'Unione Sovietica Maggior generale I.V. Panfilov. Nel 2017 è stato nominato capo di Stato maggiore e primo vice-comandante delle Forze terrestri del Kirghizistan, per poi ritirarsi momentaneamente dall'esercito. Ha servito anche come Presidente del Consiglio del JSC "Impianto di costruzione di macchine di Biškek".
Il 6 settembre 2021, a seguito di un decreto presidenziale è stato nominato Ministro della Difesa al posto del generale Taalaibek Omuraliev. Al momento della sua nomina, il 7 settembre, lasciò il grado di Colonnello per diventare generale maggiore. Insieme ad altri membri del consiglio dei ministri, il 13 ottobre ha ricevuto un voto di fiducia dal parlamento (Zhogorku Kenesh) e lo stesso giorno ha prestato giuramento come Ministro della Difesa.
La stampa ha associato la nomina di Bekbolotov alla crescente tensione nella regione causata dalla presa di potere dei Talebani in Afghanistan. Questo fatto ha giustificato anche la decisione di condurre gli esercizi "Frontiera-2021".